# Kottenforst

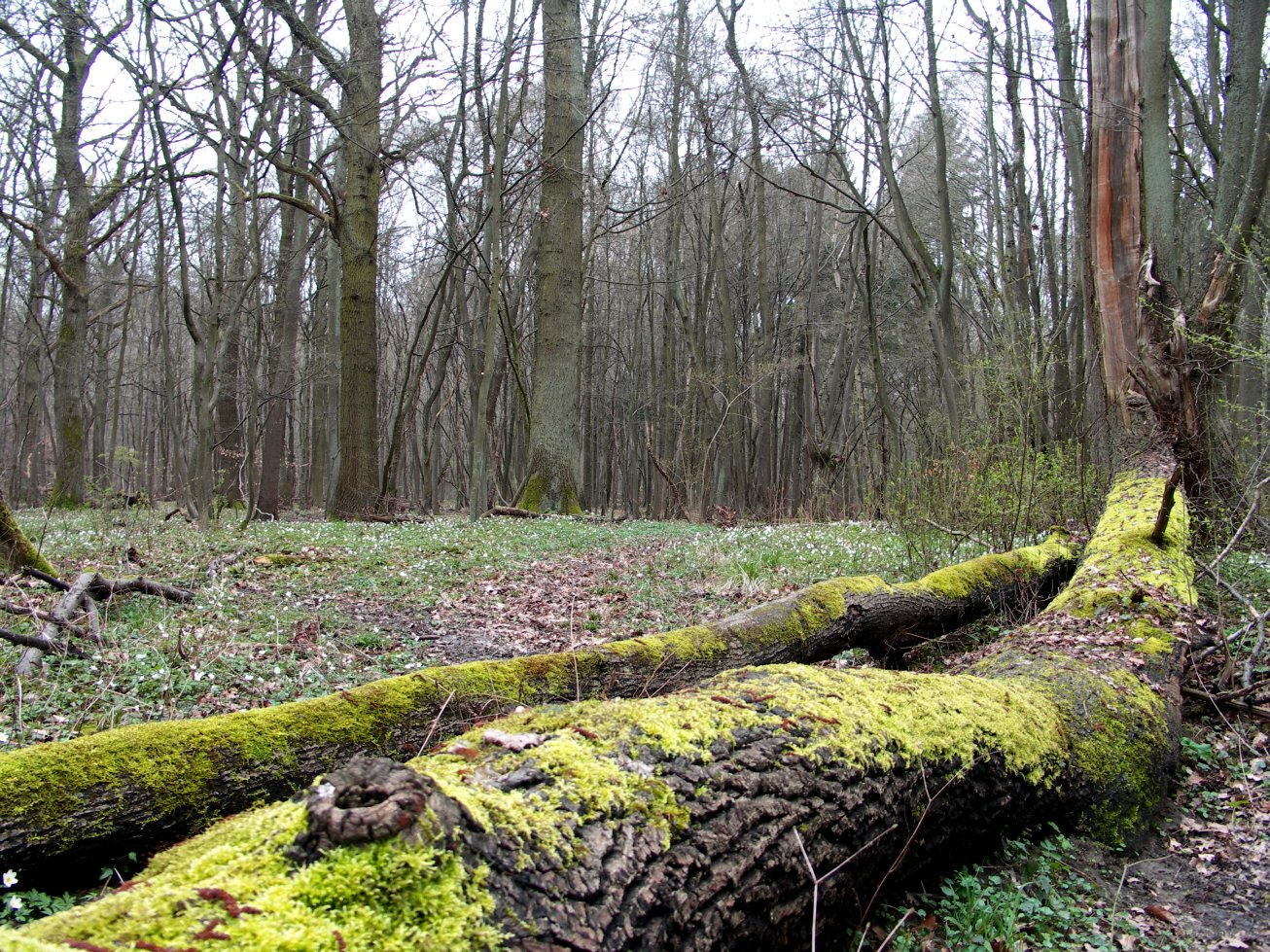
Kottenforst im Frühling

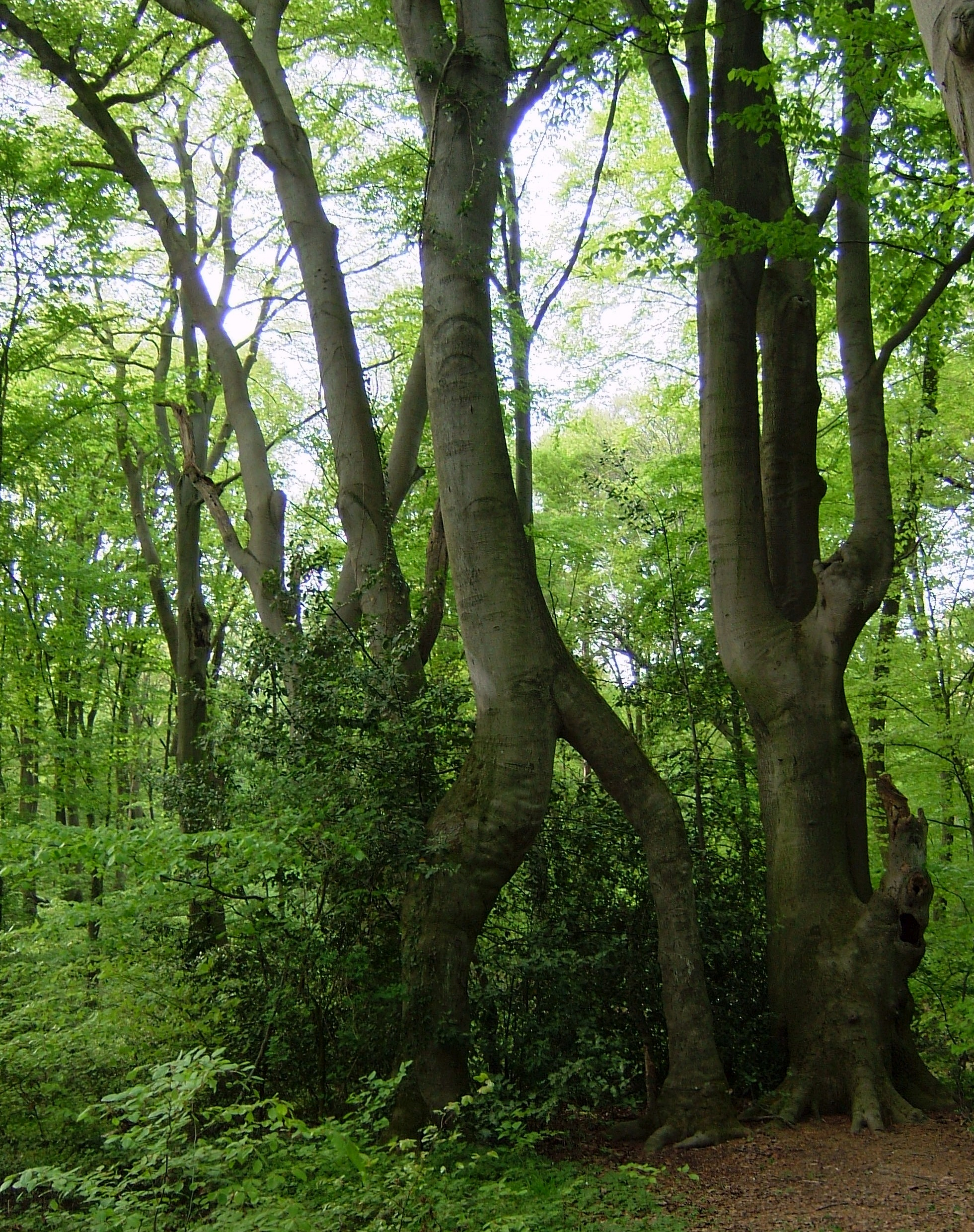
Seltene zweibeinige Buche nahe der Waldau

Der Kottenforst ist ein etwa 40 km² großes Waldgebiet im Südwesten der Stadt Bonn. Er gehört zum Naturpark Rheinland (1.045 km²) und bildet dessen Ostrand. Der Naturraum der Kottenforstterrasse geht noch geringfügig über das Waldgebiet hinaus.

## Geografie
Der Kottenforst ist der südliche und höchstgelegene Teil einer Hochfläche von etwa 100 bis 180 m ü. NHN, der Ville, die nach Osten zur Rheinebene der Kölner Bucht steil abfällt, deren Hang nach Westen zur Swist und Erft aber weniger ausgeprägt ist (Geologischer Halbhorst). Die naturräumliche Gliederung fasst die Kottenforstterrasse (auch Kottenforstplatte) hingegen trotz einer in etwa gleichen natürlichen Ausstattung im Unterschied zu dem zur Niederrheinischen Bucht gehörigen Naturraum Ville als nördlichsten Teil der Rhein-Ahr-Terrassen des Unteren Mittelrheingebiets auf; anders als dieser ist sie in geologischer Hinsicht – mit Ausnahme des tertiären Duisdorfer Grabens (Graben) westlich des Katzenlochbachtals – aufgrund ihres devonischen Untergrunds noch Bestandteil des Rheinischen Schiefergebirges. Flankiert wird die Terrasse von den beiden Hohlformen der Swistbucht im Westen und des Godesberger Rheintaltrichters im Osten, nach Süden geht sie südlich des Godesberger Bachs in das Oberwinterer Terrassen- und Hügelland über. Der sich an den Kottenforst anschließende Teil der Ville, der nicht durch den Braunkohleabbau des Rheinischen Braunkohlereviers geprägt wurde, wird auch Waldville genannt.
In die Kottenforstterrasse greifen von Ost nach West die nordwärts gerichteten Täler des Melbbachs (Melbtal), des Katzenlochbachs und des den Übergang zur Waldville und dem Villehang markierenden Hardtbachs ein. Ihre nördlichste Erhebung ist der Bonner Kreuzberg an der Westseite des Melbtals, auf dessen gegenüberliegender Seite das Hochplateau des Venusbergs die nordöstliche Begrenzung zum Rheintal bildet.
Der Kottenforst teilt sich auf in einen südöstlichen Teil zwischen Meckenheim, Bad Godesberg und Bonn, in den sich teilweise naturbelassene Freilandflächen, wie das Katzenlochbachtal, einfügen, sowie einen nordwestlichen Teil zwischen Heimerzheim, Buschhoven und Alfter. Zwischen beiden Teilen liegt das Dorf Witterschlick.

## Bodenkunde
Der Boden besteht aus Rheinschottern und Kiesen mit einer Pseudogleyschicht, die durch ihre Wasserundurchlässigkeit zusammen mit dem ebenen Gelände zu einer langanhaltenden Vernässung durch Niederschläge führt. In Bodenvertiefungen sammelt sich Wasser an; diese zahlreichen Tümpel werden Maare genannt. Im Bereich des „Großen Cent“ östlich von Heimerzheim besteht eine ausgedehnte Senke ohne natürlichen Abfluss. Dieses hochmoorartige, ausgedehnte Feuchtgebiet wurde jedoch in den letzten Jahrhunderten durch Entwässerungsmaßnahmen künstlich trockengelegt und aufgeforstet. Der natürliche Wasserhaushalt des Kottenforstes wurde in den vergangenen Jahrzehnten zunehmend auch durch die stark gefallenen Grundwasserpegel infolge der Sümpfungsmaßnahmen für die Braunkohlentagebaue westlich von Köln beeinflusst.

## Geschichte

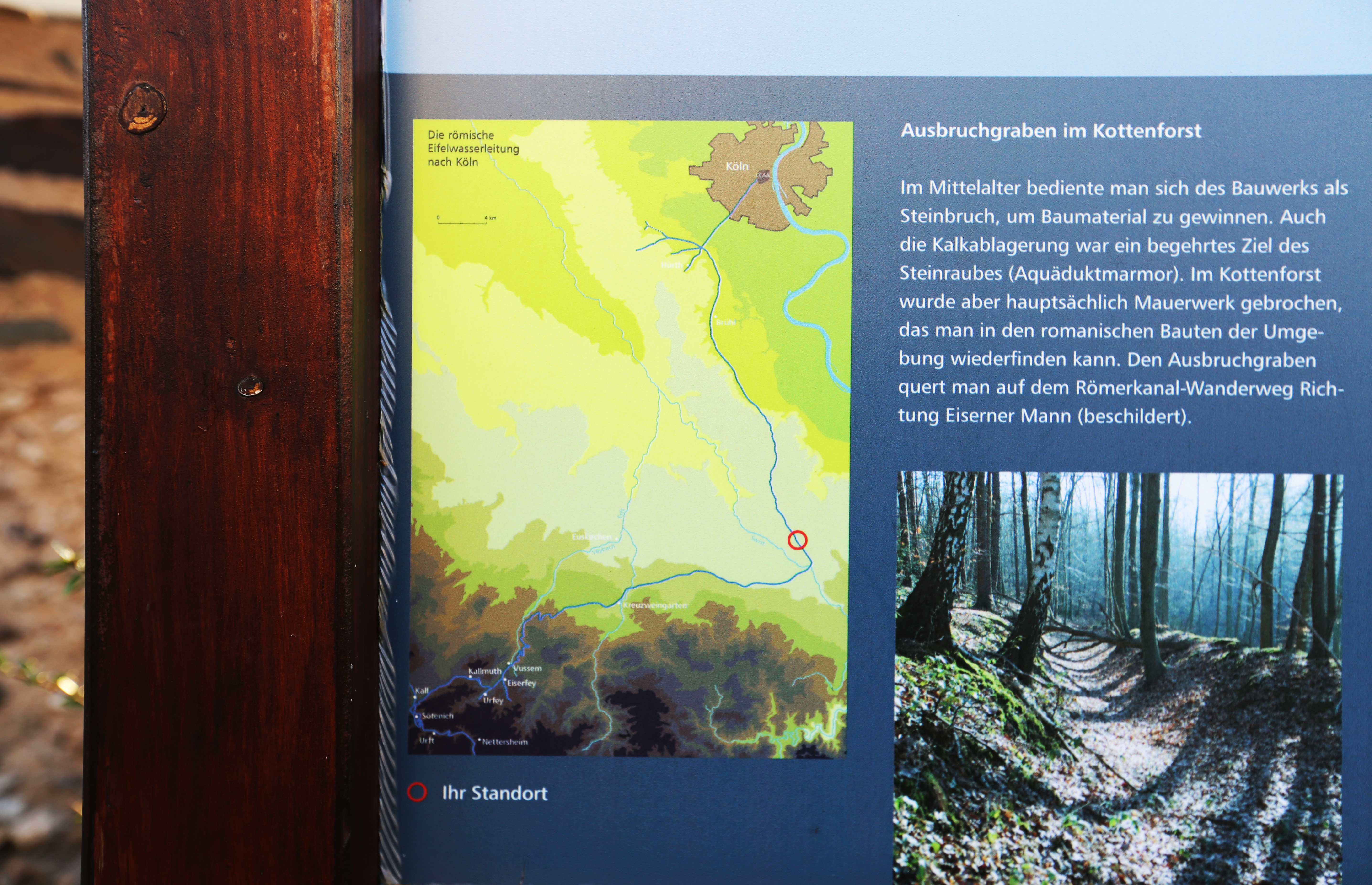
Schautafel mit dem Verlauf des Römerkanals und Aufnahme eines Ausbruchgrabens

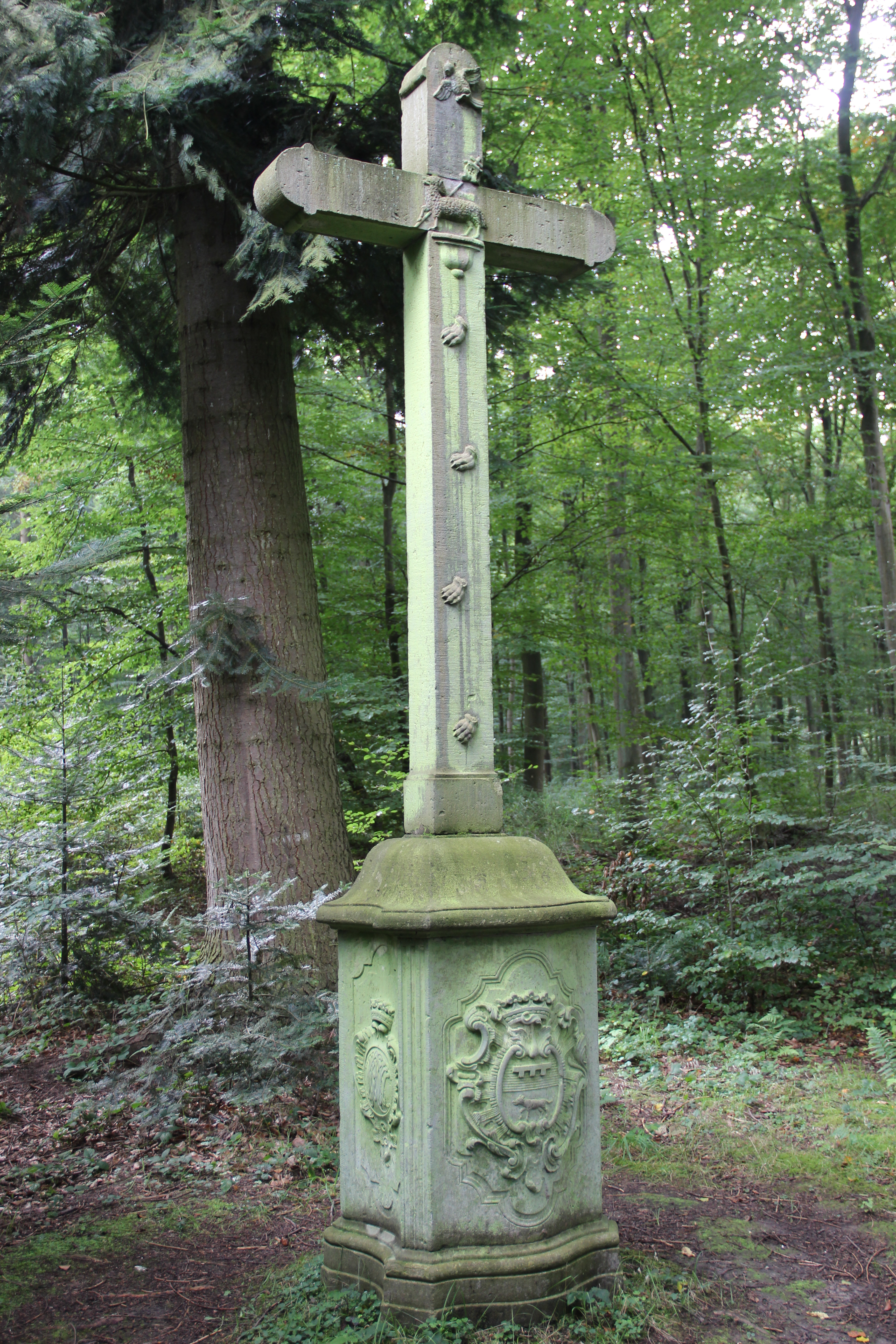
Wolfskreuz

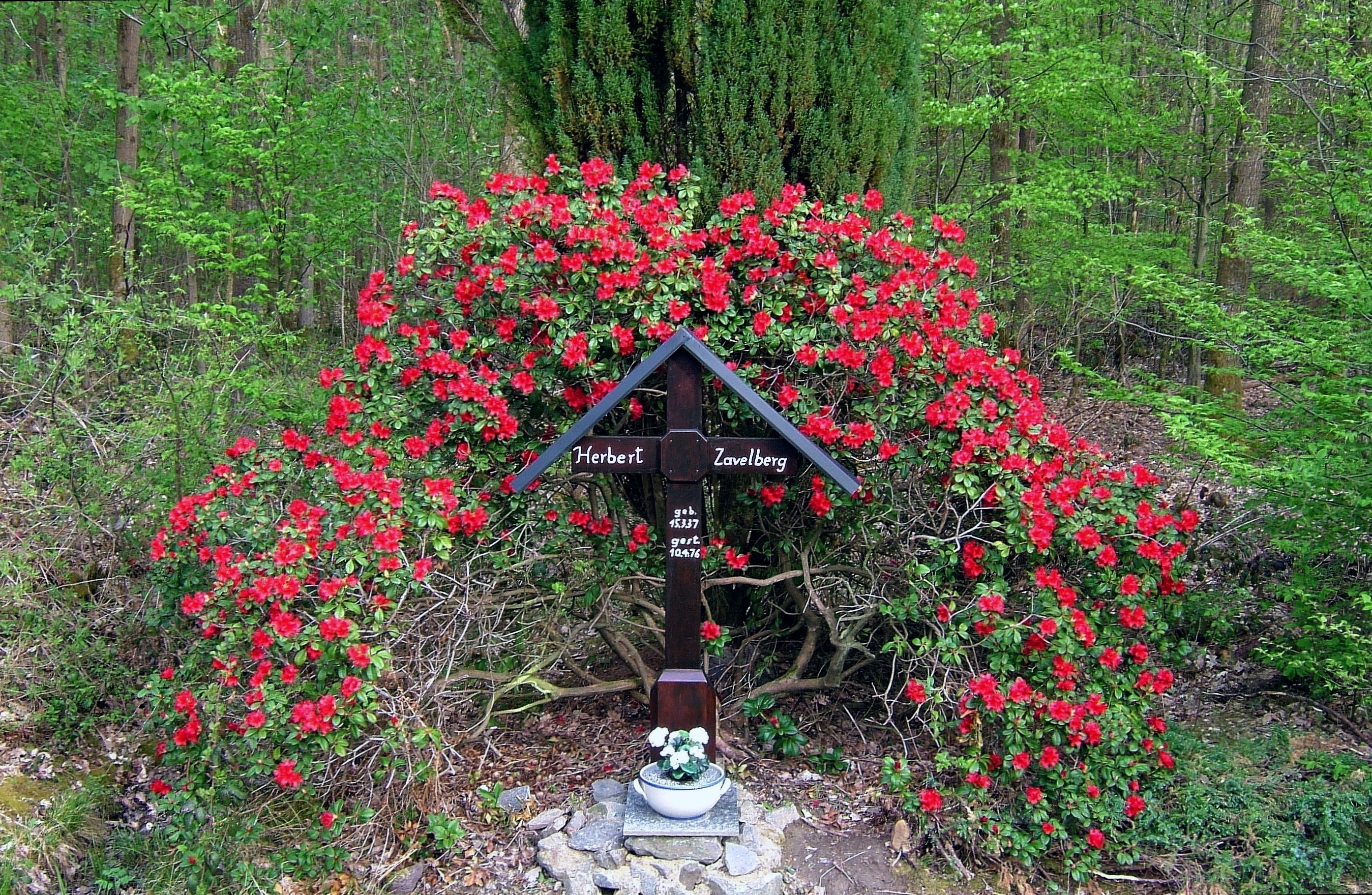
Zavelbergkreuz im Mai 2021

Der Name Kottenforst stammt von dem keltischen Wort „coat“ für Wald ab. Erstmals urkundlich erwähnt wurde er bereits im 7. Jahrhundert als fränkisches Königsgut.
Zur Römerzeit wurde die Eifelwasserleitung zur Versorgung der Stadt Köln quer durch den nördlichen Kottenforst und dann entlang des nordöstlichen Villehangs gebaut. Der Verlauf der Leitung ist heute noch als Graben auf weiten Strecken im Wald leicht zu erkennen. In Teilstücken ist die Leitung sogar vollständig erhalten geblieben. Geborgene Abschnitte sind jetzt in mehreren der umliegenden Orte aufgestellt.
Der Kottenforst ist bis heute weitgehend unbesiedelt geblieben. Ausnahmen waren zu römischer Zeit einige Poststationen im Bereich von Buschhoven. Zudem gab es mehrere militärische Lager zwischen Dünstekoven und Oedekoven, etwa in der Gegend, wo heute Breite und Schmale Allee aufeinandertreffen. Zwischen etwa dem 8. und 15. Jahrhundert gab es mit „Hessekoven“ in letzterem Gebiet auch eine Siedlung mitten im Wald. Zum Schutz bei den Ungarneinfällen um 954 ist der Ringwall Venne erhalten, der vom Kloster Marienforst bei Bad Godesberg errichtet wurde.
Im Jahr 973 bestätigte Otto II. dem Erzbischof von Köln das Jagdrecht und das Fischereirecht in dem bisherigen Reichsgut.
Über lange Zeit, teilweise bis weit in das 19. Jahrhundert hinein, wurde der Kottenforst auch zur Viehweide genutzt. Es bestanden größere Freiflächen mitten im Wald, die beweidet wurden. Zudem wurde ausgedehnte Eichelmast betrieben. So hatte beispielsweise um 820 die adlige Gernhilde, Besitzerin des Herrenhofes von Oberbachem, das Recht, 30 Schweine zur Mast in den Kottenforst treiben zu lassen. Noch heute zeugen ausgedehnte Lichtungen und Flurnamen wie „Dünstekovener Kuhweide“ von dieser Nutzungsform. Auch der Name des Bonner Ortsteils Schweinheim erinnert noch an diese früher im Kottenforst praktizierte Eichelmast. Die meisten Freiflächen des Kottenforsts wurden jedoch, abgesehen von einigen Ackerflächen im nördlichen Teil, inzwischen weitgehend aufgeforstet.
Das Grundeigentum am Kottenforst besaß ab 1064 zusammen mit dem Gut Muffendorf (heute Siegburger Hof) die Abtei Siegburg. Als Vasallen dieser Abtei hatten die so genannten „Viermänner“, die Besitzer der Burgen Adendorf und Odenhausen sowie des Thurmhofs und des Binsfelderhofs in Friesdorf, Holz- und Weiderechte im Kottenforst. 1549 verkaufte die Abtei Siegburg diese Grundrechte an die Erzbischöfe von Köln, die im Kottenforst bereits das Jagdrecht auf Hochwild besaßen sowie Jagdschlösser in Poppelsdorf und Buschhoven erbaut hatten.
Um 1727 wurde der Kottenforst unter Clemens August von Bayern erstmals systematisch vermessen, um Alleen für seine Parforcejagden anzulegen. Diese meist breiten Alleen wurden schnurgerade aufgeschüttet und wegen des nassen Untergrundes beiderseitig mit Gräben versehen. 1730 ließ Clemens August das Forstdienstgebäude Schönwaldhaus errichten und von 1754 bis 1756 wurde in Röttgen das Jagdschloss Herzogsfreude in das Zentrum dieses Systems von Alleen gebaut. Beachtlich ist die genaue Ausrichtung der Wege in Bezug auf das kurfürstliche Schloss sowie ebenfalls auf Schloss Brühl. Dieses Wegesystem ist bis heute weitgehend erhalten geblieben. Nach dem Einmarsch der Franzosen 1794 war die Zeit der fürstlichen Jagden vorbei; 1807 wurde das Jagdschloss abgebrochen, und der Kottenforst wurde zum Forêt Impériale und zur Zeit der Preußen zum Staatsforst.
1879 wurde im Kottenforst unweit von Röttgen die sogenannte „Kaisereiche“ vom damaligen Prinzen Wilhelm von Preußen, dem späteren Kaiser Wilhelm II., der damals an der Rheinischen Friedrich-Wilhelms-Universität Bonn studierte, „allerhöchst eigenhändig“ gepflanzt. Sie sollte dem Andenken an seine in diesem Revier genossenen Waidmannsfreuden dienen. Der Kaisereiche direkt gegenüber stehen nördlich die Prinz-Oskar-Eiche und östlich die 1904 gepflanzte Prinz-Friedrich-Eiche. Auch die Prinzen Eitel-Friedrich und Oskar hatten in Bonn studiert. Die drei Eichen befinden sich an der Wegekreuzung, an der auch das Jägerhäuschen steht. Die Eichen sind heute beliebte Ausflugsziele. Nur wenige hundert Meter weiter, am „Communicationsweg“ nach Villiprott, befindet sich das umgestürzte Naturdenkmal Dicke Eiche. Aus einem mächtigen Mittelstück des 2010 umgestürzten Baums schuf der Künstler Klaus Simon Prinzipalien für die Bonner Namen-Jesu-Kirche.
Das archäologische Denkmal Ringwall Venne kann man in 5 km Entfernung erreichen.
Hier und da stehen an den Waldwegen Kreuze. Diese sind zum Teil noch aus der Zeit des Kurfürsten Clemens August, wie das Wolfskreuz an der Villiper Allee, in neuerer Zeit erinnern manche an tödliche Unfälle, wie das Zavelbergkreuz am Professorenweg.

## Naturpark

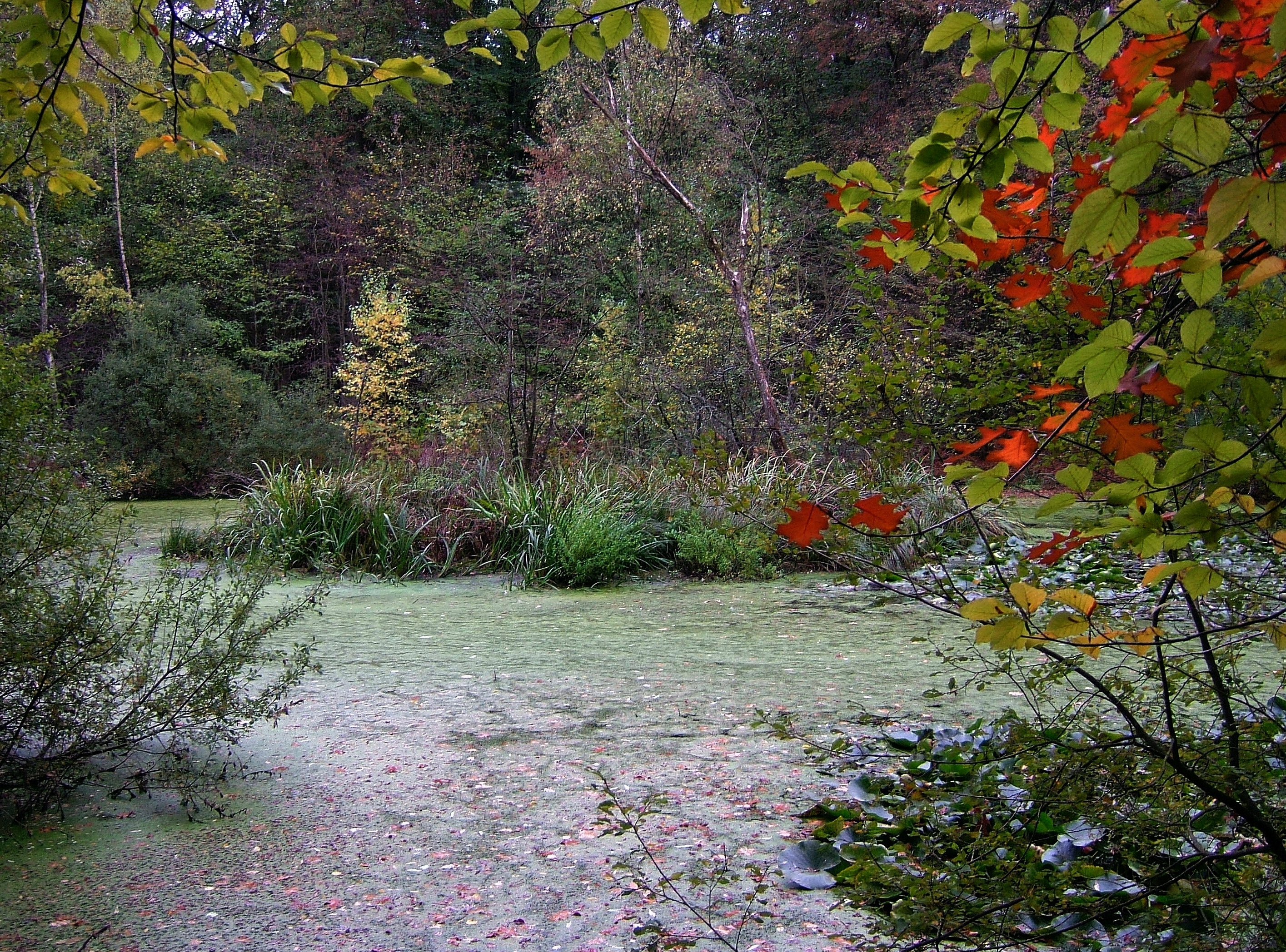
Rehsprungmaar im Herbst

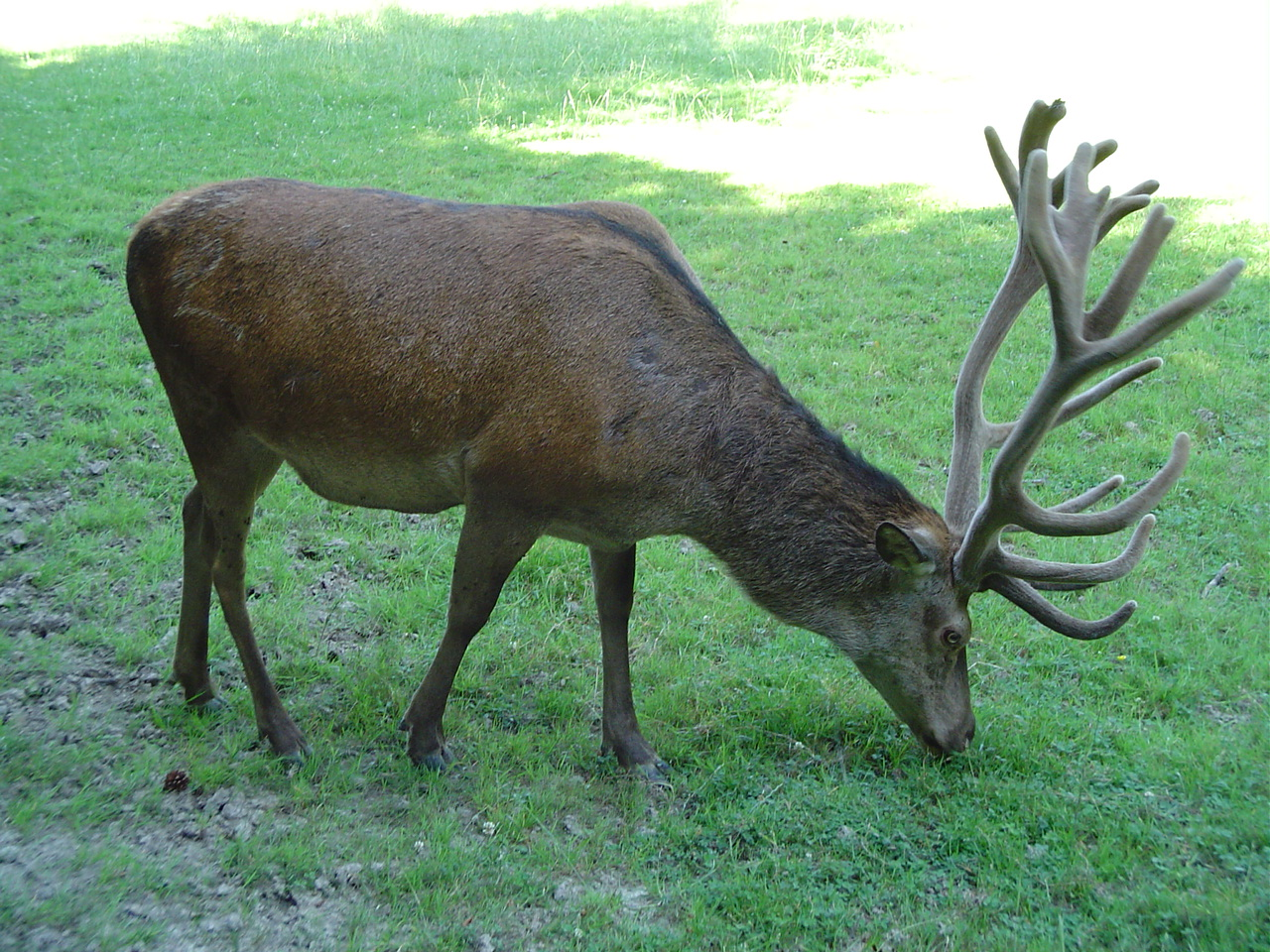
Ein Rothirsch im Kottenforster Wildpark

Der Kottenforst war 1959 die Keimzelle des Naturparks Kottenforst, der nach einer Erweiterung 1967 in Naturpark Kottenforst-Ville umbenannt wurde und seit 2005 – nach diversen zusätzlichen Erweiterungen – Naturpark Rheinland heißt.

## Schutzgebiet und Schutzgebietsbetreuung
Weite Teile des Kottenforstes sind heute Naturschutzgebiete (Fauna-Flora-Habitat bzw. EU-Vogelschutzgebiete).
- Naturschutzgebiete
  - Kottenforst[6][7]
  - Waldville (SU-066) (Meckenheim/Rheinbach)[8]
  - Waldville (SU-090) (Alfter)[9]
  - Dürrenbruch[10]
  - Apfelmaar[11]
  - Kiesgrube Dünstekoven[12]
  - Kiesgrube Flerzheim[13]
- Natura-2000-Gebiete
  - Vogelschutzgebiet Kottenforst-Waldville[14][15]
  - Waldreservat Kottenforst (FFH)[16][17]

Der Schutzgebietsbetreuer des FFH-Gebietes Kottenforst ist die Biologische Station Bonn e. V. Diese richtet ihre Betreuung in diesem großen Waldgebiet vor allem auf darin befindliche oder angrenzende Offenlandbiotope, wie Wiesen und Weiden, Wildäsungsflächen sowie Gewässer aus, zu denen auch das Katzenlochbachtal zählt.

## Forstwirtschaft
| Hier fehlt eine Grafik, die leider im Moment aus technischen Gründen nicht angezeigt werden kann. Wir arbeiten daran!Zusammensetzung des Waldes in Prozent (1980) |  | Der Kottenforst befindet sich überwiegend in Landesbesitz, ein weiterer großer Teil ist Stadtwald der Stadt Bonn. Zuständig für die forstliche Bewirtschaftung des Landeswaldes ist das Regionalforstamt „Rhein-Sieg-Erft“, das in Bonn-Röttgen ein Dienstgebäude unterhält, seinen Hauptsitz jedoch in Eitorf hat. Es ist für eine Gesamtwaldfläche von etwa 60.000 Hektar zuständig und damit hinter dem Regionalforstamt Münsterland das zweitgrößte in Nordrhein-Westfalen. Für den Wald der Stadt Bonn trägt das Amt für Stadtgrün die Verantwortung. Die Fläche des Kottenforstes verteilt sich auf die Gebiete der folgenden Gemeinden: Stadt Bonn – auf deren Gebiet der größte Teil des Waldes liegt – Alfter, Meckenheim, Swisttal, Wachtberg und Bornheim. |

Die erste forstwirtschaftliche Waldbeschreibung von 1829 stellte den damals durch Raubbau heruntergekommenen Zustand des Waldes heraus: Nur 335 ha Eichen- und Buchen-Hochwald und 139 ha Kiefernkulturen waren noch forstwirtschaftlich wertvoll. Der Rest bestand aus ausgelichteten Mittel- und Niederwaldungen. Bereits in der Zeit des preußischen Besitzes wurde der Kottenforst systematisch wieder aufgeforstet. Dabei wurden aber häufig Fichten und Kiefern in Monokulturen gepflanzt. Diese Entwicklung wurde erst in den vergangenen Jahrzehnten wieder korrigiert, indem die Bestände zunehmend durch standorttypischen Laubmischwald ersetzt wurden.
Jährlich werden im Kottenforst etwa 20.000 Festmeter Holz geschlagen und in Sägewerken der näheren Umgebung weiterverarbeitet – unter anderem für den Treppenbau in Wachtberg-Fritzdorf. Auch die Bonner Firma Johannes Klais Orgelbau verwendet teilweise Holz aus dem Kottenforst.

## Zielkonflikt

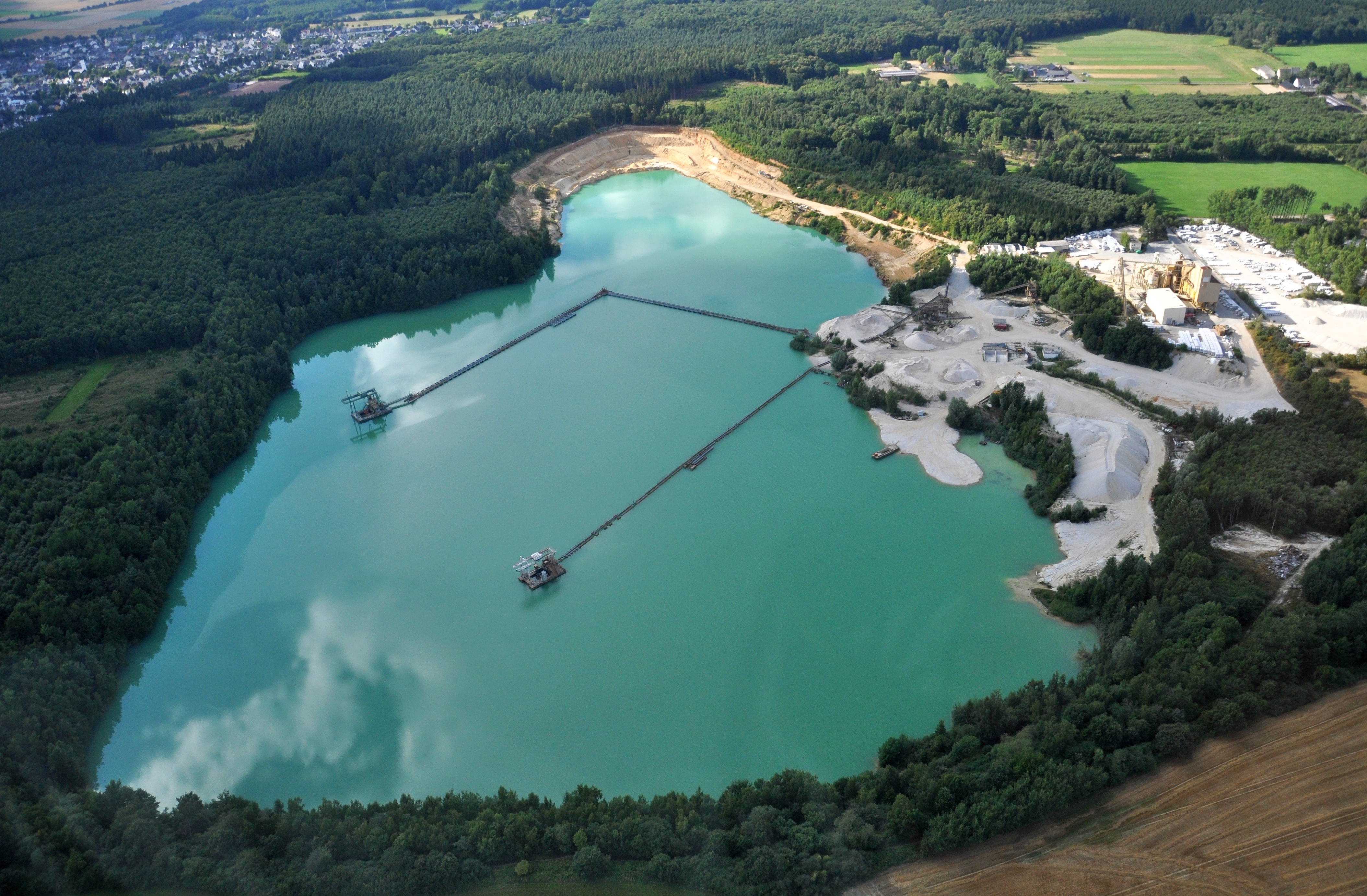
Quarzkiesgrube Witterschlick südöstlich Buschhoven

Am Rande des Kottenforstes kam und kommt es an einigen Stellen zum Konflikt zwischen Ökologie und Ökonomie, vor allem aufgrund der Vorkommen von begehrten Kiesen und Sanden. So lagern Ton und selten hochreiner weißer Quarzkies im Raume Buschhoven – Volmershoven und im nördlichen Teil der Waldville zwischen Weilerswist und Bornheim. Der Abbau geschieht in Form von Tagebaugruben. Wegen der Wünsche der Betreiber nach Erweiterungsflächen kam es bereits zu Protesten, Gründung von Schutzvereinen und gerichtlichen Auseinandersetzungen.

## Sehenswürdigkeiten
- Römische Eifelwasserleitung

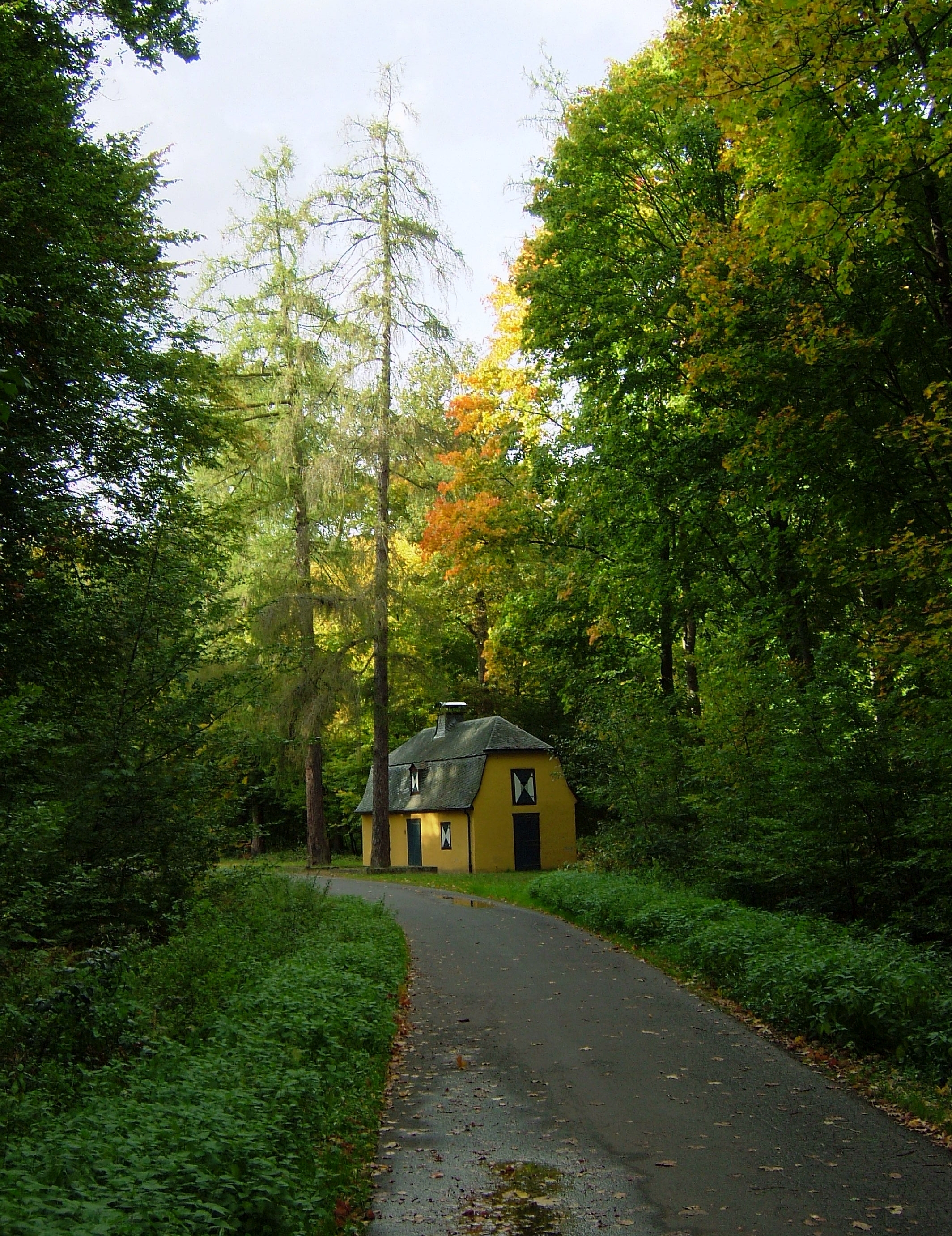
Jägerhäuschen im Herbst

- Barockes Jägerhäuschen Kottenforst
- Ringwall Venne als mittelalterliche Fliehburg nahe dem Forsthaus Venne
- Bahnhof Kottenforst
- Lüfthildis Bildstock, eine im Jahr 2020 von Martin Thiebes geschaffene Stele
- Eiserner Mann
- Wolfskreuz
- Dicke Eiche
- Siebenschuss, Denkmal am Forsthaus Buschhoven
- Ausblick auf Godesburg und Siebengebirge
- Waldau am Nordrand des Kottenforsts mit dem Haus der Natur, Wildpark
- Böhling (Aussichtspunkt bei Alfter mit Blick auf Bonn)
- Hangmotte Alfter, mittelalterliche Fliehburg nahe dem Böhling

## Personennahverkehr

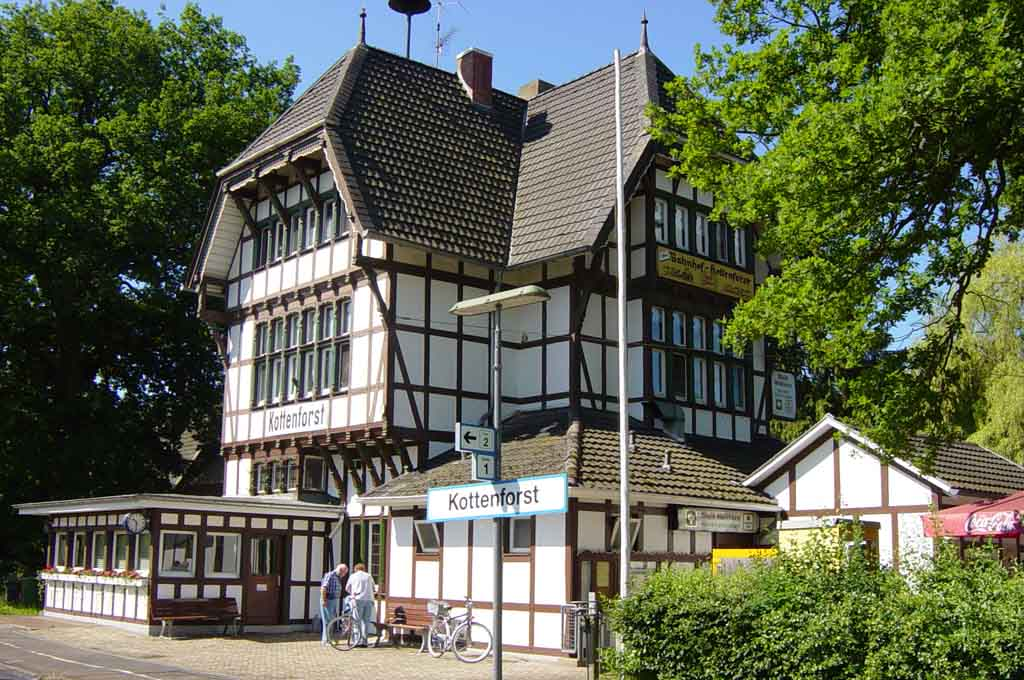
Ehemaliges Empfangsgebäude des Bahnhofs Kottenforst, Gleisseite

Der Haltepunkt Meckenheim Kottenforst liegt am westlichen Rand des Kottenforsts an der Voreifelbahn (Bonn – Euskirchen), auf der im Schienenpersonennahverkehr die S 23 verkehrt. Allerdings halten Züge dort nur am Wochenende sowie an Feiertagen.
Der Bahnhof liegt auf Meckenheimer Gebiet im Stadtteil Lüftelberg in unmittelbarer Nähe zum Gebiet der Gemeinde Alfter. Das ehemalige Empfangsgebäude ist ein beliebtes sommerliches Ausflugsziel mit großer Außengastronomie. 2012 wurde der Haltepunkt der Deutschen Bahn auf den aktuellen Bahnhofsstandard umgebaut und verfügt seitdem über einen stufenfreien Zugang.
Der Kottenforst kann auch mit mehreren Buslinien gut direkt erreicht werden, beispielsweise die VRS-Linien 602 (Waldau), 603 (Röttgen), 606/607 (Malteser Krankenh.), 608/609 (Hardthöhe Südwache), 630/632 (Uniklinikum Süd), 638/639 (Stadtwald, Ev. Krankenhaus) 800, 843, 845, 855.
Es gilt der Tarif des Verkehrsverbundes Rhein-Sieg (VRS) und tarifraumüberschreitend der NRW-Tarif.

## Sonstiges

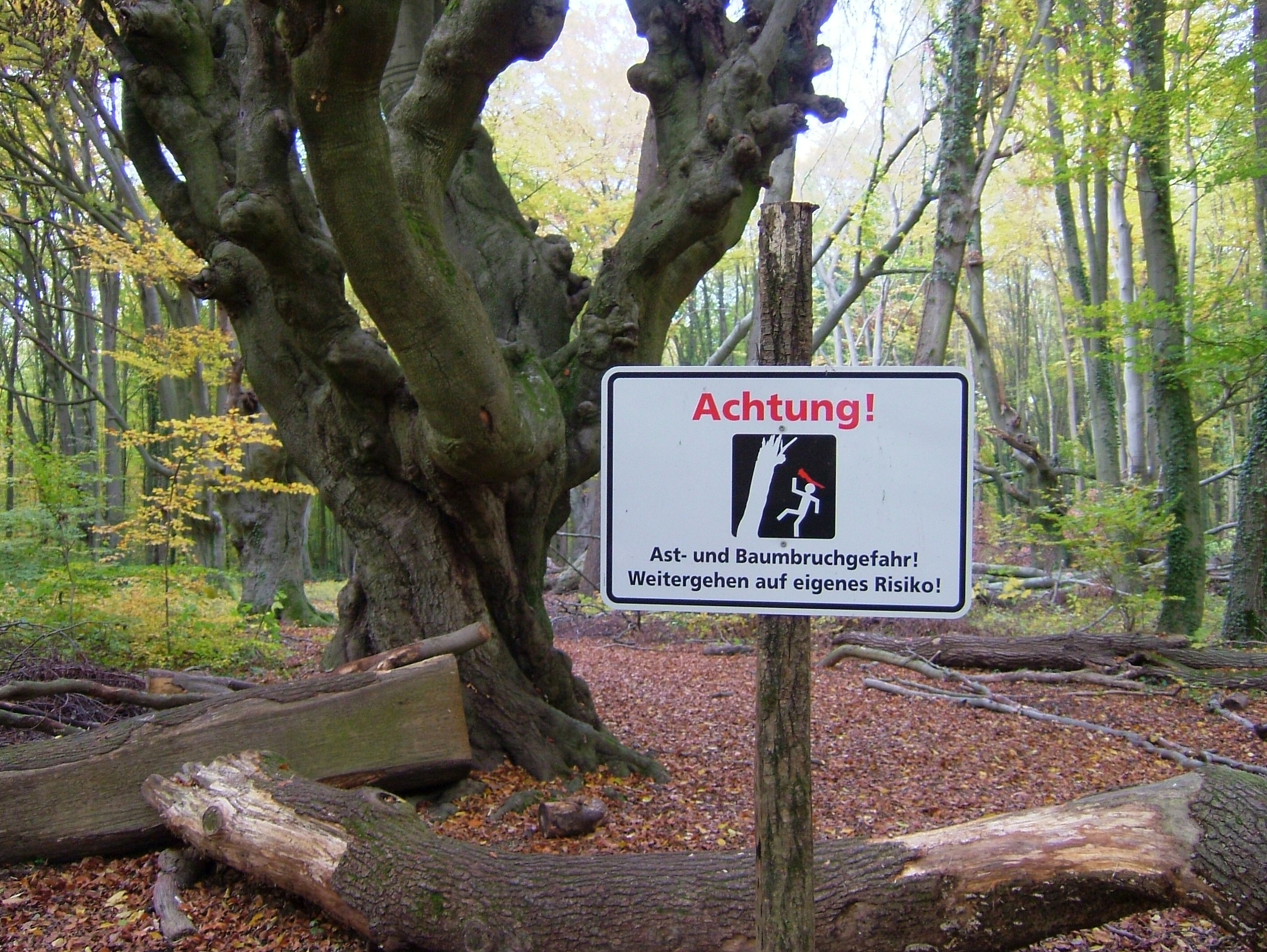
Warnschild am Weg in den sogenannten Gespensterwald (Waldau)

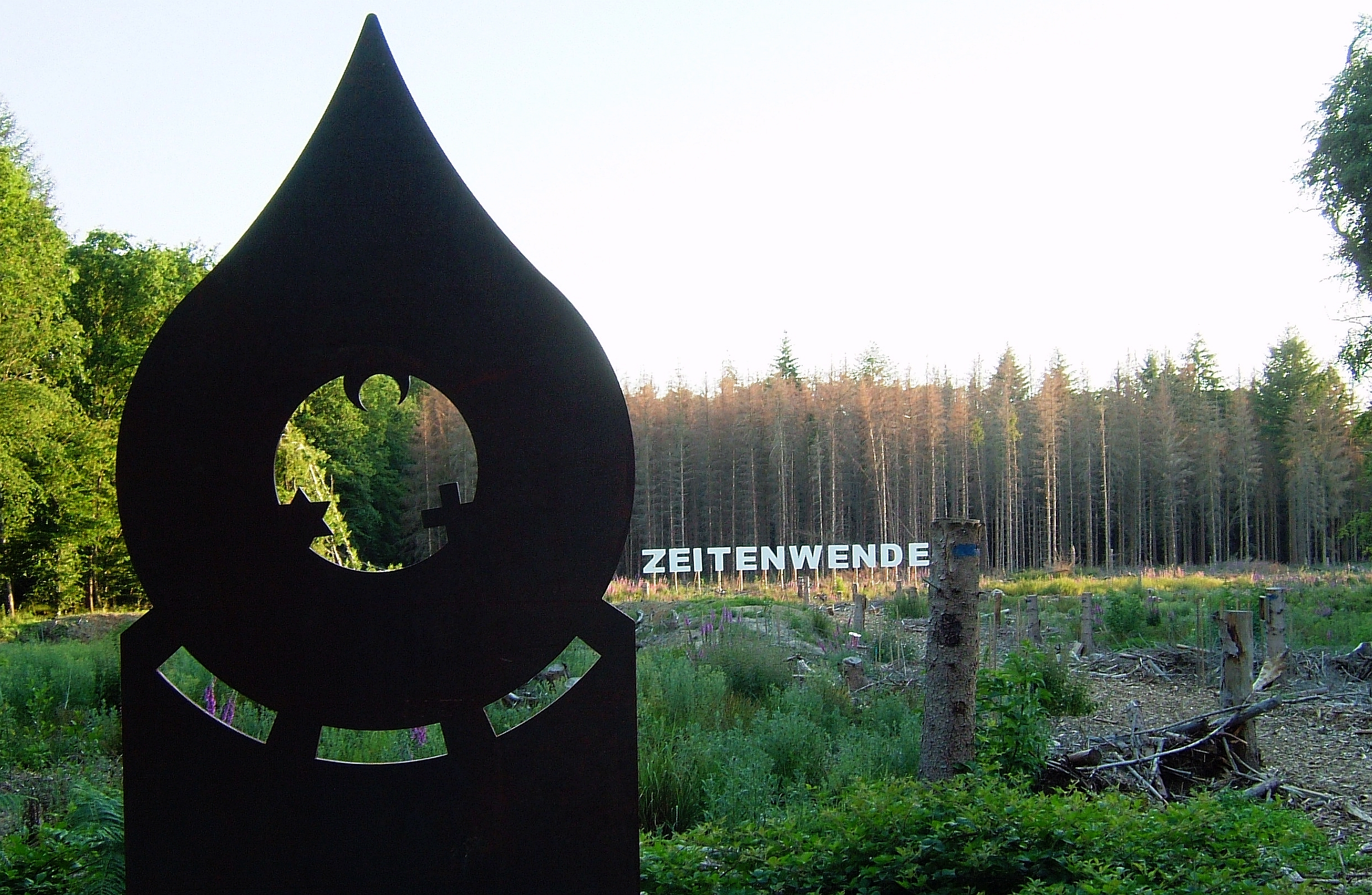
Zeitenwende

Eine Besonderheit sind die knorrigen Kopfbuchen. Eine früher hier praktizierte Art der Holzgewinnung führte bei den Buchen zu Krüppelwuchs mit teilweise bizarrem Aussehen (Gespensterwald). Aufgrund des hohen Alters (ca. 250 Jahre) sind diese Kopfbuchen mittlerweile enorm bruchgefährdet oder drohen umzukippen, weshalb die Stadt Bonn bereits Waldwege in der Waldau sperren wollte, was zu heftigen Proteste bei der Bevölkerung führte. Zurzeit (2018) ist das Betreten im Slalom noch möglich, allerdings wird eigens mit Warnschildern auf das große Risiko hingewiesen.
Mittlerweile haben die Schäden in deutschen Wäldern nach Einschätzung von Experten ein historisches Ausmaß erreicht. „Wir erleben gerade die schwerwiegendste Waldschaden-Situation (...) seit Beginn der geregelten nachhaltigen Waldbetreuung und Waldbewirtschaftung, das heißt also seit mehr als 200 Jahren“, sagte Waldschutz-Professor Michael Müller von der TU Dresden in Berlin. Und so leidet auch der Kottenforst seit 2017 unter der extrem gestiegenen Trockenheit und Hitze, die zu starkem Borkenkäferbefall und katastrophalen Baumsterben mit riesigen Kahlschlägen in der Folge geführt hat. Mit der Projektreihe „wald.anders.denken“ möchte das Regionalforstamt „Rhein-Sieg-Erft“ in Zusammenarbeit mit verschiedenen Organisationen und Künstlern die Menschen wachrütteln und auf die Folgen des Klimawandels aufmerksam machen. Eine erste Aktion ist das Projekt „ZEITENWENDE“ im Juni 2020. Am Ende eines etwa 200 Hektar großen Kahlschlags steht vor einer Wand aus toten Fichten mahnend in großen weißen Lettern „ZEITENWENDE“. Vorne am Waldweg befindet sich die Installation Engel der Kulturen der Künstler Carmen Dietrich und Gregor Merten aus Burscheid.
Die Installation ist „ein Weckruf für uns alle zum nachhaltigen Wirtschaften, zum Verzicht auf ungezügelten Konsum und zum Ende der weltweiten Umweltzerstörung – für die Hinwendung zum rücksichtsvollen Umgang mit der Natur und zum friedlichen und gerechten Miteinander der Menschen.“ (Auszug aus der Infostele). Die Projektfläche befindet sich am Gudenauer Weg, etwa 2 km südlich von Ippendorf.
Mittlerweile (Stand Sommer 2021) sind mit Hilfe des europäischen LIFE+ Naturschutzprojektes „Villewälder“ bereits viele Wiederaufforstungen erfolgt. Vor allem Eichen, Linden, Hainbuchen aber auch Vogelkirschen, Esskastanien und Roterlen wurden gepflanzt mit genug Zwischenräumen für eine natürliche Verjüngung, „so dass sich hier ein artenreicher Mischwald entwickeln kann. So vielfältig und stabil, dass er hoffentlich auch im Klimawandel bestehen kann“. (Auszug aus der Infostele). Zudem wurde mit einem Kleingewässer an der Projektfläche und an vielen anderen Fichtenkahlschlägen neuer Lebensraum für bedrohte Amphibienarten geschaffen, z. B. für Springfrosch, Geburtshelferkröte, Bergmolch und Feuersalamander.
Kottenforst ist der Titel eines Kriminalromans der Bonner Autorin Alexa Thiesmeyer. Die Handlung spielt sich in dem Waldgebiet und den angrenzenden Stadtteilen, insbesondere Röttgen und Ückesdorf, ab.